# Giulio Abondante
Giulio Abondante   (mil·lenni II - 1587) un llaütista i compositor italià del segle xvi. De 1546 a 1587 van aparèixer diverses obres a Venècia en paper.

## Obres de Giulio Abondante
- Intabolatura...sobre el lauto de cada varietat de balli... llibre primer (1546)
- Intabolatura di lautto libro secondo. Madrigali a5 i a4. Canzoni franzese a5 & a4. Motetti a5 i a4. Reccerari di fantasia. Napolitane a4. (1548)
- Il quinto llibre de tabulatura de luto...Pass'e mezzi & paoane (1587)

## Enregistraments (selecció)
- Gagliarda Venetiana a: Il liuto a Venezia. Massimo Lonardi (* 1953), llaüt. Nalesso Records Production, 2002
- O quan a quando havea, chanson d'Adrian Willaert, editat per Abondante. a: Adriaen Willaert: Chansons; Madrigali; Villanel. Romànic. Director: Philippe Malfeyt. Enregistrat el juny de 1994 a L'Església de "Saint-Apollinaire de Bolland". Ricercar, 2012
- La Zizziola a L'Italie Renaissance CD 4. Doulce Mémoire, dirigida per Denis Raisin Dadre (n. 1956). Enregistrat el maig de 2001 a la "Salle des Consuls" de Narbona. Naïve, 2012.